# Генеральный инспектор полиции Израиля
Генеральный инспектор полиции Израиля (ивр. המפקח הכללי של משטרת ישראל‎) — глава полиции Израиля, офицер полиции с многолетним стажем. руководящий офицер израильской полиции в звании генерал-полковника. Офис генерального инспектора находится в здании национальной штаб-квартиры полиции Израиля в Правительственном комплексе имени Менахема Бегина в Иерусалиме.
Генеральный инспектор полиции Израиля назначается на свой пост правительством Израиля по рекомендации министра внутренней безопасности. 
25 августа 2024 года двадцатым генеральным инспектором назначен Даниэль Леви.

## Полномочия
Источником полномочий генерального инспектора является раздел 9 Регламента полиции:
- Генеральный инспектор с одобрения министра внутренней безопасности издает общие инструкции, в которых будут установлены принципы организации полиции, процедур управления, режима и дисциплины, а также обеспечения ее надлежащего функционирования.
- Генеральный инспектор издает общие приказы, в которых подробно описываются вопросы функционирования полиции.
- Генеральный инспектор назначает сотрудников полиции на руководящие должности в полиции и увольняет их (с одобрения министра), управляет фондами полицейских финансов, включая распределение льгот среди сотрудников полиции, выделение сотрудников полиции на специальные должности и многое другое.